# Solvyčegodsk
Solvyčegodsk (rusky Сольвычего́дск) je město v Archangelské oblasti Ruské federace. Žije zde 1 858 obyvatel (2023).

## Poloha
Solvyčegodsk leží na pravém břehu Vyčegdy, pravého přítoku Severní Dviny. Od Archangelsku, správního střediska oblasti, je vzdálen zhruba 480 kilometrů na jihovýchod.

## Dějiny
První písemná zmínka je z roku 1492. V té době bylo nazýváno Usolje. Od začátku 16. století je rozvoj obce výrazně spjat s podnikáním rodiny Stroganovových. Anikej Fjodorovič Stroganov zde začal rozšiřovat zděděné solivary a z výroby soli a obchodu s ní bohatla celá obec, takže od 16. do 17. století se jednalo o významné obchodní a kulturní středisko v rámci celého regionu. Status města získal Solvyčegodsk v roce 1708. Od roku 1796 se jednalo o jedno z újezdních měst Vologdské gubernie.
V 19. a začátku 20. století se jednalo o jedno z míst pro politické vyhnance. Takto zde například žil v roce 1909 pozdější diktátor Josif Vissarionovič Stalin.

### Rodáci
- Jakov Anikejevič Stroganov (1528–1577), průmyslník a obchodník
- Grigorij Anikejevič Stroganov (1533?–1577), průmyslník a obchodník
- Semjon Anikejevič Stroganov (1540?–1586), průmyslník a obchodník
- Konstantin Stěpanovič Kuzakov (1908–1996), novinář a politik